# Świdnica
Świdnica (em alemão Schweidnitz; em tcheco Svídnice, em latim Suidnica) é um município da Polônia, na voivodia da Baixa Silésia e no condado de Świdnica. Estende-se por uma área de 21,76 km², com 57 310 habitantes, segundo os censos de 2018, com uma densidade de 2633,7 hab/km².